# Acadèmia Nacional de Santa Cecília
L'Accademia Nazionale di Santa Cecilia (l'Acadèmia Nacional de Santa Cecília) és una de les institucions musicals més antigues del món. La seva seu actual es troba a l'Auditori Parco della Musica de la capital italiana, Roma.
Va ser fundada pel papa Sixte V l'any 1585 en forma de congregació. Al llarg dels segles, ha passat d'una associació de músics locals a una acadèmia de música de fama internacional, amb un cor i una orquestra simfònica, l'Orchestra dell'Accademia Nazionale di Santa Cecilia.

## Història

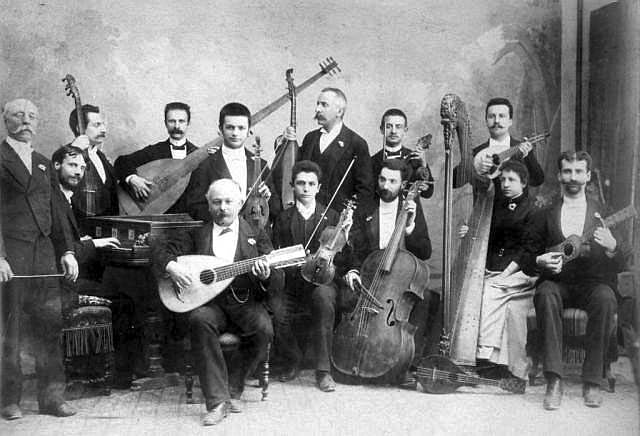
Músics de l'acadèmia posen abans del concert al Palazzo Doria Pamphili de Roma. Giuseppe Branzoli s'asseu en primer pla i té una mandolone a la mà

L'Accademia Nazionale di Santa Cecilia va ser fundada per la butlla papal Ratione còngrid de Sixt V l'any 1585 en forma de congregació, en la qual s'esmenten dos sants que tenen una importància destacada en la història musical europea: Gregori el Gran, després de la Coral Gregoriana, porta el nom, i santa Cecília, patrona de la música. La primera seu de la congregació va ser a l'església de Santa Maria dels Martires, més coneguda com el Panteó, del 1585 al 1622. Més tard la comunitat va residir a l'església de "San Paolino alla Colonna" (1622-1652), Santa Cecilia in Trastevere (1652-1661), "San Nicola dei Cesarini" (1661-1663), "Chiesa della Maddalena" (1663-1685), i finalment des de 1685 a "San Carlo ai Catinari".
En el primer segle de la seva existència, hi van treballar músics contemporanis famosos, com Giovanni Pierluigi da Palestrina i Luca Marenzio. A principis del segle XVIII, la fama de l'Acadèmia va créixer a mesura que s'hi van associar figures com Arcangelo Corelli, Alessandro i Domenico Scarlatti, Niccolò Jommelli, Baldassare Galuppi i Pasquale Anfossi. El 1716 el papa Climent XI va decretar.
| «            | Pertinença obligatòria a la congregació per a tots els músics que treballen a Roma. | » |
| — Climent XI |                                                                                     |   |

El 1774, la compositora Maria Rosa Coccia va ser admesa com a primera integrant femenina. Les activitats de l'Acadèmia van ser suspeses durant les guerres napoleòniques, però es van reprendre el 1822 durant la Restauració després del Congrés de Viena. Fins al 1870, fi dels Estats Pontificis, hi va haver una rivalitat centenària amb una altra institució musical important de la Roma papal, el cor de la Capella Sixtina.
El segle xix va ser una època de grans canvis. La institució va fer possible l'adhesió a persones que abans havien estat excloses: ballarins, poetes, historiadors de la música, fabricants d'instruments musicals i editors musicals. El 1838 la Congregació de Santa Cecília va ser designada oficialment Acadèmia i després Acadèmia Pontifícia. En aquell moment, entre els seus membres hi havia Luigi Cherubini, Mercadante, Donizetti, Rossini, Paganini, Auber, Liszt, Mendelssohn, Berlioz, Gounod i Meyerbeer. Un dels seus membres honoraris va ser la reina Victòria I del Regne Unit.
Després de la unificació d'Itàlia el 1870, l'acadèmia es va restablir el 1895. L'Orquestra dell'Accademia Nazionale di Santa Cecilia i el cor es van fundar el 1908. L'Academia es va convertir d'un liceu musical a un conservatori i avui també acull una escola de teatre, primer nom d'Eleonora Duse i el 1936 després de Silvio D'Amico, així com un centre de cinema experimental. Des del 2008, l'acadèmia també manté un museu d'instruments musicals anomenat MUSA.

## Antics alumnes famosos
- Beniamino Gigli (1890–1957), cantant d'òpera i actor de cinema italià
- Sumi Jo (nascuda el 1962), soprano sud-coreana
- Ennio Morricone (1928–2020), compositor, director d'orquestra i guanyador de l'Oscar italià
- Cecilia Bartoli (nascuda el 1966), cantant d'òpera italo-austríaca

## Membres d'honor
- Engelbert Humperdinck (1854–1921), compositor alemany

Membres d'honor actuals a partir del 2020

- Martha Argerich, Vladímir Aixkenazi, Daniel Barenboim, Alfred Brendel, Myung-whun Chung, Placido Domingo, Péter Eötvös, Valery Gergiev, Philip Glass, Sofia Gubaidúlina, Jonas Kaufmann, György Kurtág, Alexander Lonquich, Yo-Yo Ma, Zubin Mehta, Anne-Sophie Mutter, Kent Nagano, Seiji Ozawa, Arvo Pärt, Itzhak Perlman, Simon Rattle, Gianfranco Ravasi, Grigory Sokolov, Iuri Temirkànov.